# Качаґурка
Качаґурка (пол. Kaczagórka) — село в Польщі, у гміні Поґожеля Гостинського повіту Великопольського воєводства.
Населення — 219 осіб (2011).
У 1975-1998 роках село належало до Лешненського воєводства.

## Демографія
Демографічна структура станом на 31 березня 2011 року:
|          | Загалом | Допрацездатний вік | Працездатний вік | Постпрацездатний вік |
| -------- | ------- | ------------------ | ---------------- | -------------------- |
| Чоловіки | 109     | 23                 | 78               | 8                    |
| Жінки    | 110     | 26                 | 63               | 21                   |
| Разом    | 219     | 49                 | 141              | 29                   |